# Paul Schuh
Paul Schuh (* 16. Juni 1910 in Trier; † 6. Januar 1969 ebenda) war ein deutscher Kirchenmusiker. Er war Domorganist und Domkapellmeister am Trierer Dom.

## Leben und Wirken
Paul Schuh erhielt seine musikalische Ausbildung während seiner Gymnasialzeit im Trierer Domchor und in der Dommusikschule bei Domkapellmeister Wilhelm Stockhausen und Domorganist Ludwig Boslet.
1931 trat er in das Trierer Priesterseminar ein und erhielt 1936 die Priesterweihe. Anschließend war er Kaplan in Bliesen bei St. Wendel und absolvierte von 1937 bis 1941 einen Studienaufenthalt an der Päpstlichen Hochschule für Musik in Rom und war Kaplan und Organist an der deutschen Nationalkirche Santa Maria dell’Anima.
1941 wurde Paul Schuh Domorganist in Trier. Ab 1946 leitete er die Bischöfliche Kirchenmusikschule, an der er insbesondere den Orgelunterricht erteilte. 1954 wurde er an der Universität Köln mit einer Arbeit über Joseph Andreas Anschuez, den Gründer des Koblenzer Musik-Instituts, zum Dr. phil. promoviert. 1955 wurde er von Bischof Matthias Wehr zum Diözesanpräses der Cäcilienvereine ernannt. 
1958 übernahm er als Domkapellmeister die Leitung des Domchores und der Dommusikschule. Gleichzeitig wurde er Vikar an der Hohen Domkirche und Dozent für Gregorianik und Kirchenmusik an der Theologischen Fakultät Trier. 
Mit dem Domchor errang er 1966 beim Internationalen Chorwettbewerb in Montreux den ersten Preis. 
Das Repertoire von Paul Schuh umfasste unter anderem etwa 30 wichtige Orgelwerke von Johann Sebastian Bach. Er gab Orgelkonzerte in Lübeck, Eutin, Regensburg, Köln, in Luxemburg und in Holland.

## Werke
Kompositionen
- Salvum fac populum tuum, Domine.
- Tantum ergo. 3-stimmig. In der Sammlung Singet dem Herrn. Gregorius, Aachen
- Liedkantaten über bekannte Weihnachts- und Marienlieder. Kessler, Trier
- Orgelsätze mit Vor- und Nachspielen zum Gesang- und Gebetbuch für das Bistum Trier 1958. Paulinus, Trier
- Lateinische und deutsche Proprien. Manuskript

Schriften
- Joseph Andreas Anschuez (1772–1855), der Gründer des Koblenzer Musik-Instituts. Dissertation. Universität Köln 1954. In: Beiträge zur rheinischen Musikgeschichte. Heft 25. Volk, Köln 1958, ISSN 0522-7046.
- Der Trierer Choralstreit. In: Johannes Overath (Hrsg.): Musicae sacrae ministerium. Festgabe für Karl Gustav Fellerer. Köln 1962, S. 125–138.
- Peter Wagner, ein Trierer von internationalem Ruf. In: Neues Trierisches Jahrbuch. 2, 1962, S. 62–71, OCLC 1069225244.
- Trierer Glocken einst und jetzt. Eine geschichtliche und klangkritische Studie. In: Festschrift für Alois Thomas. Bistumsarchiv, Trier 1967, S. 393–403.

Schallplatten
- Heilig-Rock-Wallfahrt. Musikhaus Kessler, Trier 1959.
- Der Trierer Domchor singt Weihnachtslieder. Hrsg. Trierer Domchor, Trier 1966.